# Barchain
 Barchain  es una comuna y población de Francia, en la región de Lorena, departamento de Mosela, en el distrito de Sarrebourg y cantón de Sarrebourg.
Su población en el censo de 1999 era de 99 habitantes.
Está integrada en la Communauté de communes du Pays des Deux Sarres .

## Demografía
| 96 | 95 | 99 | 109 | 101 | 99 |
| Para los censos de 1962 a 1999 la población legal corresponde a la población sin duplicidades (Fuente: INSEE [Consultar]) |    |    |     |     |    |